# Pesca de spinning

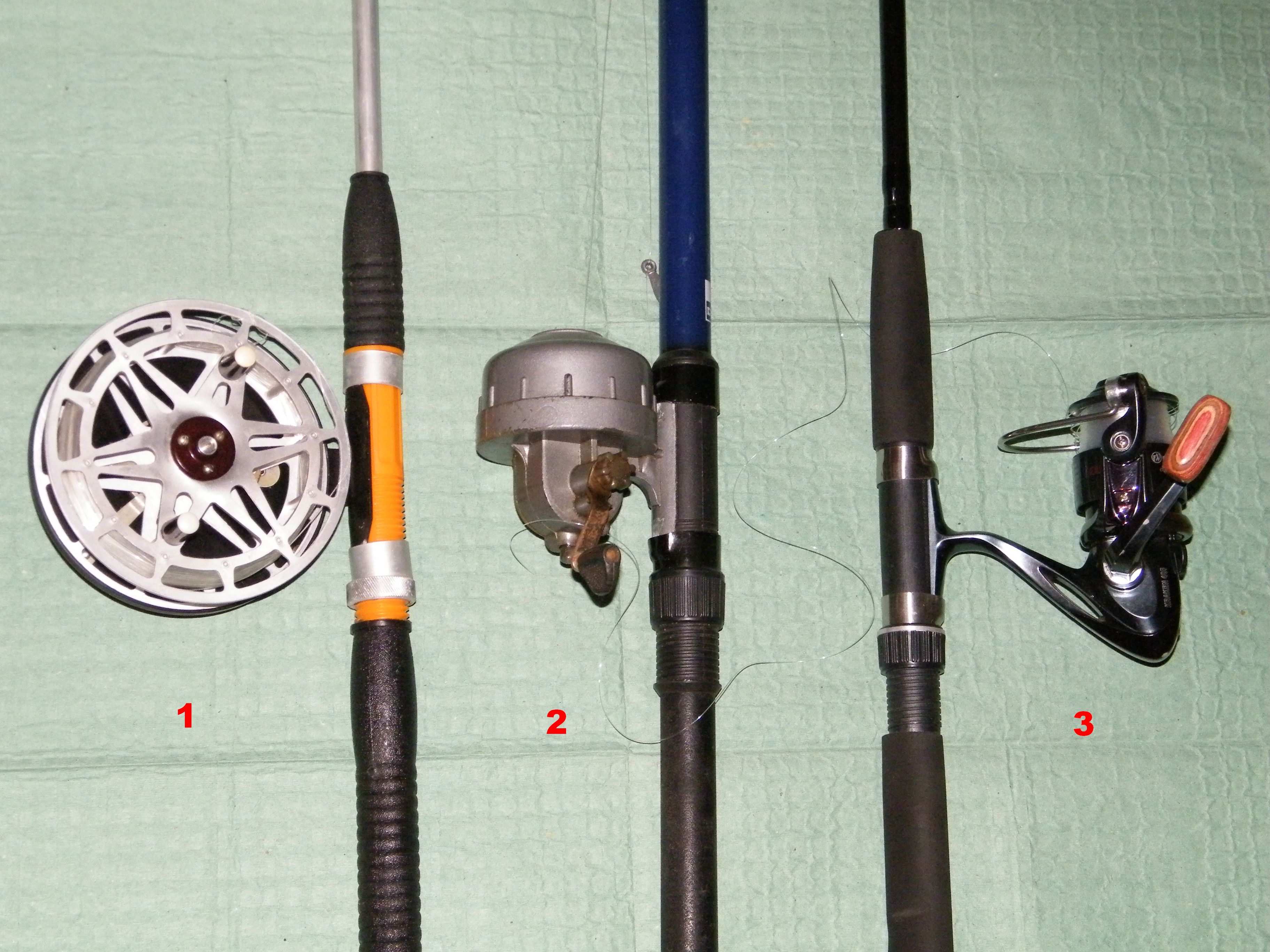
Eines usades per la pesca en spinnimg.

La modalitat de spinning consisteix a fer moure un esquer artificial tan real com sigui possible, ja que ha d'atreure el peix (black bass, truita, lluç de riu…)
Aquesta modalitat és totalment esportiva perquè el peix no s'empassa l'esquer artificial i posteriorment es pot tornar al seu entorn perquè continuï reproduint-se.
La pesca de spinning es practica tant en aigua dolça com en aigua salada (normalment des d'una embarcació).
Per poder pescar amb la modalitat de spinning és necessari un tipus de material concret de pesca.

## Materials
- Canyes: Les canyes especialitzades en la modalitat de spinning lleuger són normalment de dos trams entre 2 m i 2,50 m i el mànec de la canya és anatòmic especialment per al llançament amb una mà. Els materials amb què podem trobar la canya són: carboni, grafit, kevlar, wisquer, titani, etc.

- Carrets: El carret és una part essencial de la canya de pescar, és molt important que hi estiguem connectats, ja que depenem del carret per donar vida a l'esquer.

Els carrets de spinning són més petits a diferència dels de carpfishing, ja que han de pesar poc i ser bastant manejables.
Tots els carrets han de tindre un pes adequat per la canya. Per saber si la canya està ben calibrada amb el carret, hem de posar un dit una mica més amunt del carret i la canya s'hauria de quedar estirada damunt del teu dit.
Els carrets tenen el fre imantat, però han d'estar ben calibrats. Has de saber fer servir molt bé el fre a l'hora de la lluita contra el peix per no destensar en cap moment la línia.
- Fil: Al spinning el fil que escollim és fonamental, però en molts casos l'oblidem perquè pensem a tenir el millor carret o la millor canya.

Aquests són els dos tipus de fils que s'utilitzen més per a spinning:
Niló: El niló és una fibra sintètica fabricada amb un polímer plàstic que va ser creat en 1935. Encara avui dia se segueix utilitzant en multitud de coses. Una d'elles és la pesca. De fet, és el material més utilitzat per la majoria d'aficionats a aquest esport des de fa anys.
Fil trenat: El fil trenat es compon de conjunt de fibres trenades sobre si mateixes de materials com Dacron, kevlar, carboni, dynemaa, ... amb aquest nou compost, s'ha baixat el diàmetre de les llinyes al mínim i augmentat la seva resistència a límits veritablement increïbles.
- Esquers: Un esquer és un artefacte creat per l'home, la funció que desenvolupa en despertar els instints naturals del peix, perquè aquest el mossegui com a resposta a l'acte fisiològic d'alimentació.

A escala mundial, un dels màxims exponents en la creació de l'esquer de bassa, va ser el pescador d'origen finlandès Laurie Rapala (d'aquí ve la marca d'esquers Rapala), el qual amb el seu esquer original, va canviar la dinàmica de la pesca amb esquers en el món sencer. El seu concepte clau va ser que l'esquer es mogués com una presa ferida i així fes venir el depredador.
A la modalitat de spinning solament s'utilitzen esquers artificials com les rapales, els vinils, les culleretes, els plomats...